# Frédéric de Sicile
Frédéric de Sicile est un roman historique écrit par Catherine Bernard et publié en 1680. Il marque la première entrée en littérature de la jeune poétesse, et plus particulièrement dans le genre romanesque.

## Récit
Ce roman raconte l'histoire de la fille unique du roi de Sicile qui, à sa naissance, décide de la travestir en garçon de manière que son royaume ne revienne pas à son cousin, le roi de Majorque, qui est l'ennemi juré du roi de Sicile. La fille de ce dernier reçoit ainsi l'éducation accordée aux membres du sexe opposé, camouflée sous le prénom masculin de Frédéric, et ses charmes éclatent sur toutes les femmes.

## Editions modernes
- Catherine Bernard, Œuvres, t. I : Romans et nouvelles, Schena-Nizet, 2000, 472 p. (ISBN 8875146802)
- Catherine Bernard (préf. Aurore Évain), Frédéric de Sicile, Talents Hauts, coll. « Les Plumées », 2024, 128 p. (ISBN 978-2-36266-651-3)